# Salvia apiana

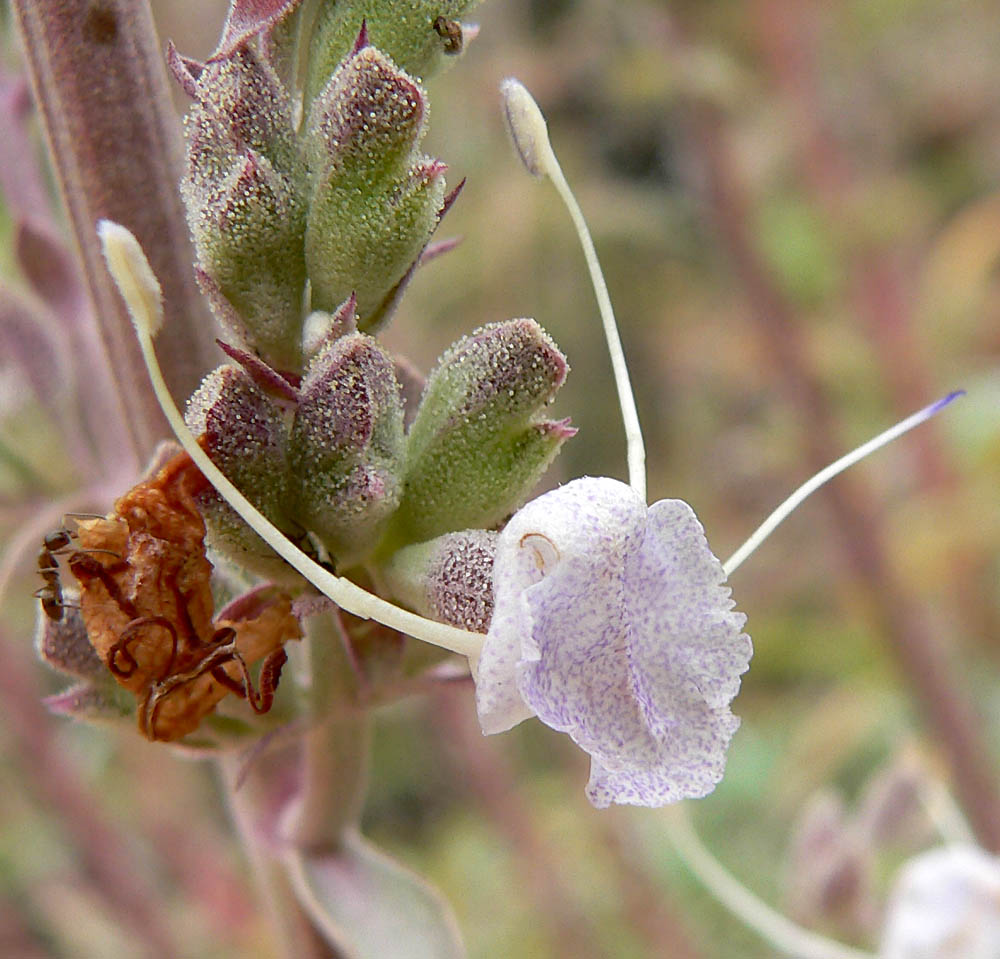

Salvia apiana Jeps.  – gatunek rośliny z rodziny jasnotowatych (Lamiaceae). Na stanowiskach naturalnych występuje tylko w Kalifornii w USA oraz w stanie Kalifornia Dolna w Meksyku. Jest też uprawiany w niektórych krajach jako roślina ogrodowa.

## Morfologia
Silnie rozgałęziony krzew osiągający od 1,3 do 1,5 metra wysokości i 1,3 metra szerokości. Białawe, wiecznozielone liście pokryte są obficie srebrnobiałymi włoskami. Zawierają olejki eteryczne, które uwalniają silny aromat po przetarciu. Kwiaty bardzo przyciągają pszczoły, co tłumaczy łacińską nazwę gatunkową apiana (apiana z łac. pszczoła) Wiosną wytwarza kilka kwiatostanów wyrastających powyżej liści. Są to wiechy o długości 1-1,3 metra. Kwiaty są białe do jasno-lawendowych.

## Siedlisko
Salvia apiana pospolitą rośliną, wymagającą dobrze przepuszczalnej, lekkiej ziemi i małej ilości wody. Rośnie głównie w pełnym słońcu. Roślina występuje na suchych stokach w formacji zarośli nadbrzeżnych, na ziemiach piaszczystych i w lasach sosnowych o dużym nasłonecznieniu w południowej Kalifornii i Baja California poniżej wysokości 1500 metrów n.p.m. 

## Zastosowanie
S. apiana jest szeroko wykorzystywana przez rdzenne plemiona północnoamerykańskie wybrzeża pacyficznego. Nasiona są ważnym składnikiem tzw. pinole – tradycyjnego napoju na bazie mielonych nasion. Liście i łodygi są spożywane przez plemię Chumash i inne. Herbata z korzeni szałwii była używana przez kobiety z plemienia Cahuilla w celach leczniczych i regeneracji sił w okresie połogu. Liście są palone przez wiele amerykańskich plemion wraz z innymi roślinami w rozmaitych rytuałach oczyszczenia.
Najczęstszym zastosowaniem współcześnie jest wykorzystywanie liści jako kadzidła.
Badania, przeprowadzone na Uniwersytecie Arizony w 1991 roku, pokazały, iż S. apiana ma potencjalne właściwości antybakteryjne przeciwko Staphylococcus aureus, Bacillus subtilis, Klebsiella penumoniae, i Candida brassicae.

## Uprawa
Szałwia preferuje miejsca nasłonecznione, z dobrze przepuszczalną glebą i dobrą cyrkulacją powietrza. Łatwo tworzy hybrydy z innymi gatunkami szałwii, szczególnie Salvia leucophylia i Salvia clevelandii.